# Colobogaster desmarestii
Espèce
Colobogaster desmarestii est l'une des nombreuses espèces de coléoptères du genre Colobogaster.